# Ainmere mac Sétnai
Ainmere mac Sétnai Ard ri Érenn de 566 à 569.

## Origine
Ainmere était le fils de Sétnae mac Fergus Cennfhota mac Conall Gulban mac Niall Noigiallach.Il fut le premier Ard ri Érenn issu du Cenél Conaill et le véritable promoteur de la puissance de ce clan des Uí Neill du Nord.

## Roi du Cenél Conaill
Les Annales irlandaises le mentionnent comme l’un des vainqueurs de la Bataille de Cúl Dreimne menée par une coalition des Uí Neill du Nord contre l’Ard ri Érenn Diarmait mac Cerbaill
Il semble qu’il ait participé avec le Cenél Conaill au combat de Moin Daire Lothair qui permit aux Uí Néill du Nord de repousser le roi d’Ulster Aed Brecc des Cruithni à l’est de la rivière Bann où fut désormais confiné son royaume.

## Ard ri Erenn
Le règne de trois ans d’Ainmere comme Ard ri Érenn s’intercale entre les règnes conjoints de descendants de Muirchertach Mac Ercae: Domnall et Fergus mac Muirchertach mac Ercae puis Báetán mac Muirchertach et son neveu Eochaid mac Domnaill mac Muirchertaich membres de l’autre clan des Uí Neill du Nord le Cenél nÉogain.
La Vie de saint Gildas écrite au XIe siècle à l'abbaye de Saint-Gildas de Rhuys (§ 11-12) indique que le saint fit son second voyage en Irlande à l'appel d'un roi Ainmericus, qui régnait sur toute l'île ,. Les Annales Cambriae notent pour l'année 565 « Navigatio Gildæ in Hibernia », ce qui correspond bien à l'avènement d'Ainmere (génitif Ainmerech en gaélique). La Vie indique qu'à l'époque la foi chrétienne était tombée en complète décadence en Irlande, et que le roi Ainmericus fit appel à Gildas pour « restaurer l'ordre ecclésiastique » dans toute l'île.
Les annales précisent que Ainmere fut tué par Fergus mac Neilléné et que son assassin périt l’année suivante sous les coups de son fils.

## Union et postérité
De son épouse Brigit, fille de Cobthach mac Ailill Uí Cheinnselaigh, Ainmere mac Sétnai laissa un fils
- Áed mac Ainmerech.